# Orellana la Vieja
Orellana la Vieja je španělská obec situovaná v provincii Badajoz (autonomní společenství Extremadura).

## Poloha
Obec je vzdálena 33,8 km od města Villanueva de la Serena, 79 km od Méridy a 138 km od města Badajoz. Patří do okresu Vegas Altas a soudního okresu Villanueva de la Serena. Obcí protéká řeka Guadiana.

## Historie
V roce 1834 se obec stává součástí soudního okresu Puebla de Alcocer. V roce 1842 čítala obec 459 usedlostí a 1 766 obyvatel.

## Odkazy

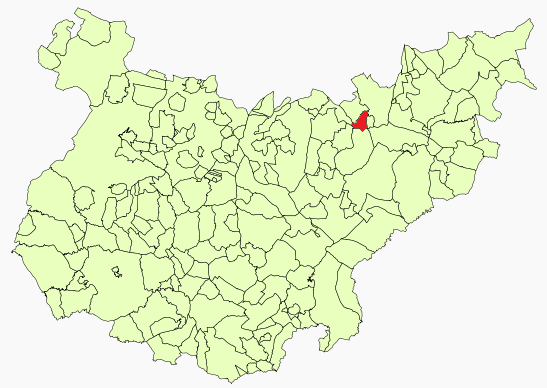
Poloha obce v provincii Badajoz

## Demografie
| Populace obce Orellana la Vieja z let (1842–2010) | Populace obce Orellana la Vieja z let (1842–2010) | Populace obce Orellana la Vieja z let (1842–2010) | Populace obce Orellana la Vieja z let (1842–2010) | Populace obce Orellana la Vieja z let (1842–2010) | Populace obce Orellana la Vieja z let (1842–2010) | Populace obce Orellana la Vieja z let (1842–2010) | Populace obce Orellana la Vieja z let (1842–2010) | Populace obce Orellana la Vieja z let (1842–2010) | Populace obce Orellana la Vieja z let (1842–2010) | Populace obce Orellana la Vieja z let (1842–2010) | Populace obce Orellana la Vieja z let (1842–2010) | Populace obce Orellana la Vieja z let (1842–2010) | Populace obce Orellana la Vieja z let (1842–2010) | Populace obce Orellana la Vieja z let (1842–2010) | Populace obce Orellana la Vieja z let (1842–2010) | Populace obce Orellana la Vieja z let (1842–2010) | Populace obce Orellana la Vieja z let (1842–2010) |
| ------------------------------------------------- | ------------------------------------------------- | ------------------------------------------------- | ------------------------------------------------- | ------------------------------------------------- | ------------------------------------------------- | ------------------------------------------------- | ------------------------------------------------- | ------------------------------------------------- | ------------------------------------------------- | ------------------------------------------------- | ------------------------------------------------- | ------------------------------------------------- | ------------------------------------------------- | ------------------------------------------------- | ------------------------------------------------- | ------------------------------------------------- | ------------------------------------------------- |
| 1842                                              | 1857                                              | 1860                                              | 1877                                              | 1887                                              | 1897                                              | 1900                                              | 1910                                              | 1920                                              | 1930                                              | 1940                                              | 1950                                              | 1960                                              | 1970                                              | 1981                                              | 1991                                              | 2001                                              | 2010                                              |
| 1 766                                             | 2 096                                             | 2 187                                             | 2 337                                             | 2 700                                             | 3 036                                             | 3 105                                             | 3 646                                             | 4 184                                             | 4 884                                             | 4 895                                             | 5 879                                             | 6 925                                             | 4 528                                             | 3 939                                             | 3 432                                             | 3 093                                             | 3 010                                             |